# Vorvee

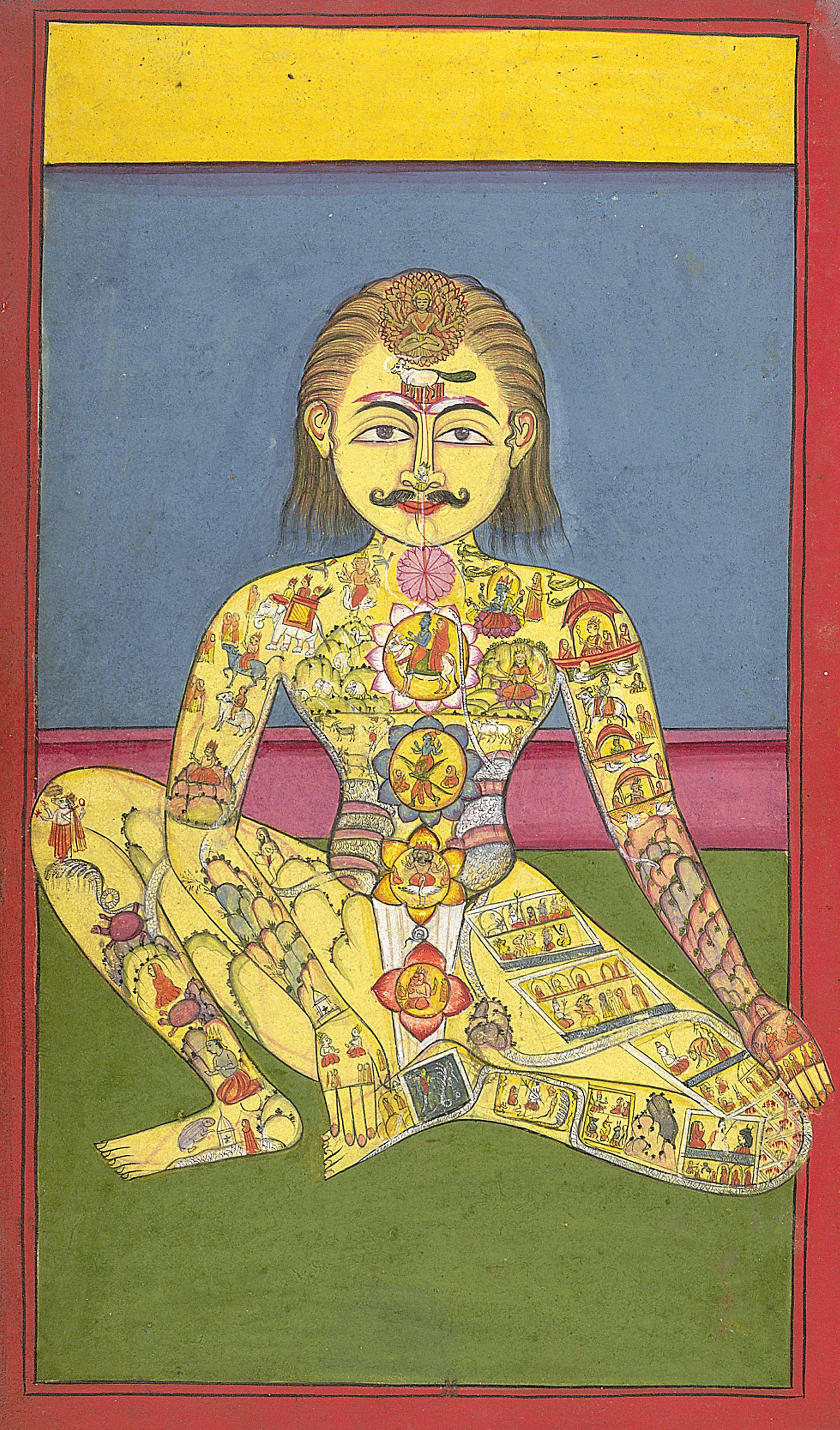
oude Tibetaanse kaart met de 7 Chakra's en de belangrijkste marmapunten

Vorvee (Vorvee-punt) is een marmapunt gelegen op de benen. Marmapunten worden in Oosterse filosofieën gebruikt bij massage, yoga, reflexologie en reiki. Men gelooft dat een marmapunt op een nadi ligt en zo een uitwerking kan hebben op een bepaald lichaamsdeel, proces of emotie
| Vorvee  | |
| ------- | --------------------------------------------------------------------------------------------------- |
| Positie | Vorvee is gelegen op de achterkant van het dijbeen, 2 vingerbreedten onder de verbinding met de bil |
| Functie | dit punt staat in verbinding met de bloedsomloop in de benen                                        |

## Overige marmapunten
Naar schatting zijn er 62.000 marmapunten in het lichaam. De belangrijkste 52 zijn: